# 罪に濡れたふたり
『罪に濡れたふたり』（つみにぬれたふたり）は、北川みゆきによる少女漫画作品。1998年12月号から2004年12月号まで『少女コミックcheese!』（小学館）に掲載されていた。単行本全18巻、文庫版全9巻。

## 概要
姉弟の近親相姦を描いた漫画。略称は『罪ふた』。17巻発売当時（2004年9月）で累計450万部以上を売り上げている。
15年もの間、離れ離れになっていた姉弟が再会し、禁断の愛が貫かれる様子が描かれている。特にラスト2話のネームを書いた後の集中力は「ぐったりする程の集中力（本人談）」であったと言い、最後においてもドラマティックに物語が展開している。

## あらすじ
鈴村香純は、傷心旅行で訪れたイタリアで鈴村由貴と偶然出会い、その時は互いの名前も知らぬまま一夜を過ごす。帰国後、香純は両親の離婚で15年間会っていなかった父親の葬儀で由貴と再会。2人は自分達が姉弟であると知る。更に、NYで働く香純の母親が父親を亡くした由貴を引き取った上にNYに戻った為、2人で生活する。相手は自分の実の弟であり姉であると理解しながらも2人は魅かれ合い、遂にはそれが罪と知りながらも愛し合うようになる。由貴は自分達に血の繋がりがない事を願い戸籍謄本を調べるが、その願いは儚く消える。更には恭子の妊娠騒動や和樹の死、母親の反対など、様々な障害が2人を襲うが、それでも2人は互いを愛し続ける道を選ぶ。

## 登場人物

### 鈴村家
鈴村 香純（すずむら かすみ）
初登場時は19歳女子大生。5歳の頃に両親が離婚し、母・由香の手元に引き取られるが、由香が仕事人間であるため寂しい幼少時代を送ってきた。小柄なため初対面でよく未成年と間違われる。元恋人の篠木に振られ傷心旅行先のローマで由貴と出会い、関係を持つ。恭子に嫉妬していた。その頃は、友達である和樹に抱かれている時に、由貴の姿を重ね合わせたりしていた。
由貴と結ばれた後、苦悩により3度別れを切り出している。物語終盤、由貴を選び母と決別。
身長153cm。体重42kg。魚座。B型。父親似。
鈴村 由貴（すずむら よしき）
初登場時は18歳高校3年生。ローマに留学しており、フォロ・ロマーノ近くの遺跡発掘場でバイトをしている最中に香純と出会い関係を持つ。長身で容姿が整っており、女性から人気が高い。付属の有名大学の入学をけって香純の通う大学に入学する。
4歳の時に両親が離婚し、父親に引き取られた。幼少期は女の子同然に育てられており、父の訃報直後、きょうだいがいた記憶がない香純は写真を見て誤解し、再会前は弟ではなく妹だと思い込まれた。
香純に出会うまでは冷めた性格だった。物語終盤、母が自分を嫌っている事を悟り、彼女と決別。
イタリアにて列車事故に巻き込まれたが、生存していた。
身長183cm。体重66kg。蠍座。O型。母親似。
鈴村 由香（すずむら ゆか）
香純と由貴の母親。NY在住。基本的に仕事人間であり、子育てそっちのけで働いてきた。日本にはたまにしか戻ってこない。実子二人の関係を知ってからはどうにかして二人を引き離そうと画策し、遂には犯罪まがいの行為にまで及ぶ。別れた夫を今でも愛しており、由貴を手放して香純を引き取ったのも彼に似ていたためである。自分似の息子の事は冷遇している。
最後には、香純と由貴から決別された。

### 主人公姉弟の関係者
浅田 恭子（あさだ きょうこ）
長髪長身の美女。由貴とは小学生の頃からの旧知の仲で恋人だったが、破局。それでもあの手この手で由貴に迫り、後に戸籍上の妻になる。
由貴が列車事故に巻き込まれ、死亡したとされた後、髪を切り、父と共に再出発を誓う。
身長167cm。体重46kg。双子座。A型。
沢村 和樹（さわむら かずき）
香純の幼馴染みで、大学の同級生。小学生の頃から香純に片想いをしている。由貴との関係を知り、引き離そうとするが、後に理解を示す。香純の誕生日に、香純を庇い、交通事故で亡くなる。優しい性格。身長166cm。体重54kg。射手座。A型。
安藤 簾（あんどう れん）
由香に片想いしている、彼女の部下。由香の身代わりとして香純との結婚を承諾。
由香が夫の身代わりとして香純を引き取った事を知ると、更なる身代わりとして、香純に強引に迫る。最初は香純を子供扱いしていた。
浅田恭子の父（あさだきょうこのちち）
T大教授。子煩悩であり、ついに由貴に「娘と結婚してくれ」と懇願した。